# Беккер, Валентин Эдуард
Валенти́н Эдуа́рд Бе́ккер (нем. Valentin Eduard Becker, 20 ноября 1814 — 25 января 1890) — немецкий композитор, городской казначей Вюрцбурга. Создатель мелодии, лёгшей в основу «Песни франков» (нем. Frankenlied) — неофициального гимна Франконии, основатель Хорового общества Вюрцбурга.

## Биография
Родился в Вюрцбурге в 1814 году. Стал знаменитым как композитор-сочинитель популярных мужских хоров (церковных и других). 15 апреля 1847 года основал Вюрцбургский певческий союз с 45 певцами, который в 2005 году был назван его именем. В 1861 году написал музыку к «Песни франков» на стихи поэта Йозефа Виктора фон Шеффеля. Также написал несколько месс и опер.

## Работы
- «Шахтеры» (Die Bergknappen) — (Теодор Кернер), романтическая опера в двух актах (1838, Вюрцбург)
- «Наполеон, дитя гвардии» (Napoleon, das Kind der Garde) — (Г. Ball), история в пяти картинах (1839, Вюрцбург)
- «Дезертир» (Der Deserteur) — комическая опера в 3-х действиях (1855, Вюрцбург)

## Наследие
- В его честь с 1953 года город Бад-Брюккенау присуждает премию Валентина Беккера каждые 3 года.
- В его родном городе Вюрцбурге на территории Рингпарка установлен памятник Валентину Эдуарду Беккеру.
- В память о Валентине Э. Беккере его именем названа улица (Valentin-Becker-Straße) в Вюрцбурге.